# Jeřice (Fluss)
Die Jeřice (deutsch Görsbach) ist ein rechter Zufluss der Lausitzer Neiße in Tschechien.

## Verlauf
Sie entspringt südöstlich des 864 m hohen Poledník (Mittagstein) im Isergebirge in 815 m ü. M. und fließt durch das Gebirge in westliche Richtung. Ab Oldřichov v Hájích (Buschullersdorf) bildet der Fluss ein breites Tal, in dem die Orte Mníšek, Nová Ves u Chrastavy, Růžek, Vysoká, Horní Chrastava, Chrastava und Dolní Chrastava liegen.
Unterhalb von Chrastava mündet die Jeřice nach 19,4 km bei 300 m. ü. M. in die Lausitzer Neiße. Ihr Einzugsgebiet beträgt 77,8 km².
Zwischen Mníšek und Oldřichov v Hájích führt die Bahnstrecke von Liberec nach Frýdlant durch das Tal der Jeřice.
Nach Starkregenfällen wurde der Bach am 7. August 2010 zu einem reißenden Strom und verursachte in Chrastava schwere Schäden.

## Zuflüsse
- Malá Jeřice (l) in Oldřichov v Hájích
- Fojtka (Voigtsbach) (l) mit Talsperre Fojtka in Mníšek
- Albrechtický potok (Scheidebach) (r) mit Talsperre Mlýnice in Nová Ves u Chrastavy
- Polní potok (r), Růžek
- Chrastavský potok (l), Horní Chrastava
- Jílový potok (l), Chrastava
- Vítkovský potok (r), Chrastava